# The Silent Witness (film 1917)
The Silent Witness è un film muto del 1917 diretto da Harry Lambart (con il nome Captain Harry Lambart).

## Produzione
Il film fu prodotto dall'Authors' Film Company

## Distribuzione
Distribuito dalla M.H. Hoffman Inc. e dalla Foursquare Pictures, il film uscì nelle sale cinematografiche USA il 1º settembre 1917.